# アレクセイ・グシュコブ
アレクセイ・グシュコブ（英: Aleksei Guskov, 波: Aleksej Guśkow, 露: Алексей Геннадьевич Гуськов, 1958年5月20日 - ）は、ポーランド出身の俳優。

## キャリア
工業高校卒業後、1983年にモスクワ芸術劇場の演技課程を修了。マラヤ・ブロナヤに見出されて舞台を中心に活躍。1985年に映画に初出演以来、多くの作品に挑戦している。

## 主な出演作
| 公開年 | 邦題 原題                         | 役名                   | 備考 |
| ------ | --------------------------------- | ---------------------- | ---- |
| 2006   | タンカー・アタック Tanker 'Tango' |                        |      |
| 2008   | ストリート・レーサー Stritreysery |                        |      |
| 2009   | オーケストラ! Le Concert          | アンドレイ・フィリポフ |      |

## 参照
1. ↑  http://orchestra.gaga.ne.jp/#/main/CastAndStaff%5B%5D